# Армянская братская церковь
Армянская братская церковь (также известная под такими названиями, как Армянская евангелическая братская церковь и Армянская братская библейская церковь ) возникла в составе Армянской евангелической церкви в XIX веке.
Армянская Православная Апостольская Церковь дала начало Армянской Евангелической Церкви; точно так же Армянская братская церковь стала ответвлением Армянской евангелической церкви.
В начале двадцатого века многие люди в областях историческойКиликии, в том числе в Харперте, Мараше, Хасан-Бее, Айнтабе и Адане, присоединились к Братству, группе, возникшей из Евангелической церкви, проводившей неофициальные встречи.
Геноцид армян не позволил этой церкви распространиться в Киликии. После резни оставшиеся армяне мигрировали на Ближний Восток и поселились в Ираке, Сирии, Ливане и Египте. Те, кто мигрировал в Европу, в основном поселились в Греции и Франции. Среди осевших в этих странах некоторые духовные братья начинали подобные собрания, сначала на дому, а затем в арендованных залах, и, наконец, когда численность округа увеличилась и позволили средства, они стали переезжать в церковные здания.
Среди тех, кто мигрировал в Алеппо, были пасторы Авраам Сеферян, Минас Бозоклян и Мигран Касарджян. Они собрали людей из трех христианских течений (православия, католицизма, евангелистов) и начали проводить неофициальные домашние изучения Библии. Со временем эта группа разрослась и приобрела более официальный статус, и в конечном итоге она была названа Церковью Духовного Братства. Позже это течение распространилось в другие страны с такими названиями, как Церковь Армянского евангелического братства, Библейская церковь Армянского братства и т.д.
На Ближнем Востоке были созданы многочисленные Братские церкви: Бейрут, Дамаск, Багдад, Тегеран, Каир, Александрия. В Европе: Валанс, Париж, Афины. А в Южной Америке: Буэнос-Айрес, Кордова, Сан-Паулу и Монтевидео. Братья, переехавшие в Северную Америку, основали церкви в Нью-Йорке, Филадельфии, Бостоне, Детройте, Чикаго, Фресно, Лос-Анджелесе и Пасадене.

## Структура
Центральным комитетом Церкви Армянского Братства является Союз Библейских Церквей Армянского Братства со штаб-квартирой в Пасадене, Калифорния, США.

### Региональный союз Европы и Ближнего Востока
- Тегеран ( Иран )
- Бейрут (Ливан)
- Дамаск (Сирия)
- Ереван (Армения)
- Афины (Греция)
- Альфорвиль, Париж (Франция)
- Сидней (Австралия)
- Валанс (Франция)

### Региональный союз Южной Америки
- Буэнос-Айрес (Аргентина)
- Кордова (Аргентина)
- Монтевидео (Уругвай)
- Сан-Паулу (Бразилия)

### Региональный союз Северной Америки
- Пасадена, Калифорния (США)
- Голливуд, Калифорния (США)
- Глендейл, Калифорния (США)
- Нью-Милфорд, Нью-Джерси (США)
- Фресно, Калифорния (США)
- Монреаль, Квебек (Канада)
- Торонто, Онтарио (Канада)

## Церковь Армянского Братства в Ереване

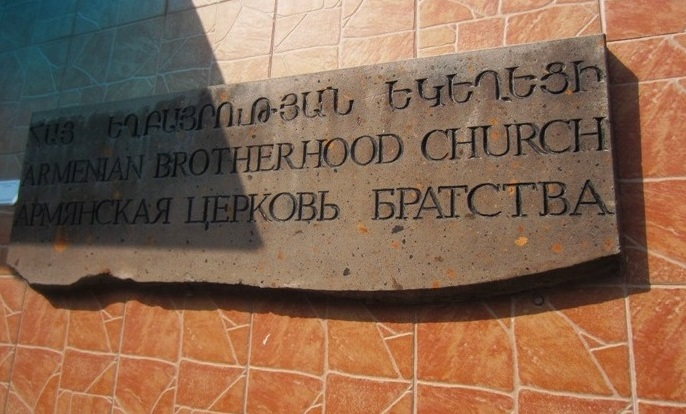
Армянская братская церковь Еревана

Армянская братская церковь Еревана (арм. Երեւանի Հայ Եղբայրության Եկեղեցի) была основана в 1999 году пастором Ованесом Халладжяном.
Пастор Ованес провел семь лет в Афинах, служа в местной церкви Армянского Братства. Будучи искусным управленцем с богословским образованием, он открыл для прихожан первую церковь Братства в независимой Армении. Начав всего с пары верных членов, община выросла в центр христианского общения в сердце Еревана.

## Внешние ссылки
- Библейская церковь Армянского братства Нью-Джерси
- Библейская церковь Армянского братства Пасадены, Калифорния
- Церковь Армянского евангелического братства Торонто, Онтарио
- Церковь Армянского евангелического братства Буэнос-Айреса, Аргентина
- Церковь Святой Троицы Армянского Братства, Сидней